# Mkafan fi hdjar yemah
Mkafan fi hdjar yemah, littéralement « le défunt dans le giron de sa mère », mkafan fi hdjar yemah (en arabe : مكفّن في حجر يمّاه), ou mfchech fi hdjer yemmah (en arabe : مفشّش في حجر يمّاه ; en alphabet latin : ãinine sbanyoliya ; en arabe : عينين السبانيولية, « les yeux de l'Espagnole », comme il est appelé en Tunisie ; memmou fi hdjer emmo (en arabe : ممّو في حجرمو ; en arabe : طاجين رخام ; en alphabet latin : tadjine rekhame), est un plat traditionnel algérien à la viande hachée et aux œufs.

## Origine et étymologie
Ce plat est originaire d'Alger. Il s'agit d'un plat traditionnel ; son nom signifie « le défunt dans le giron de sa mère ». À l'époque, il était préparé pour les femmes après l'accouchement car il est riche en vitamines et en fer.

## Description
Ce plat est un tajine fait de boulettes de viande hachée farcies aux œufs.